# アトスのアサナシオス
アトスのアサナシオス（ギリシア語: Αθανάσιος ο Αθωνίτης, 920年頃 - 1000年頃）は、東ローマ帝国の修道士。トレビゾンドのアサナシオスとも呼ばれる。アトス山に修道共同体を建設、のちにこれが正教会の修道の一大中心地に発展した。
アサナシオスは現代ギリシャ語転写で、古典ギリシャ語再建音ではアタナシオス。日本正教会では教会スラヴ語表記から転写してアトスの克肖者聖神父アファナシイと呼ばれる。

## 生涯
トレビゾンドに生まれる。修道士となる前の名はアヴラアム（ギリシア語: Αβραάμ）。
ミハイル・マリノス（ミカエール・マレイノスとも表記される、ギリシア語: Μιχαήλ Μαλείνος)）の庇護を受けつつコンスタンティノープルで学び名声を得て、ミハイルの甥ニケフォロス2世フォカスとともに大きな権威を得るに至った。しかしフォカスが帝位に就く頃には首都に住む修道士の弛緩したありように飽き足らなくなったアヴラアムは、名をアサナシオスと改め、ビテュニアのキミナス山の修道士達の生活に加わった。958年にはアトス山に住まいを移した。
アサナシオスは隠遁者とスキテをサラセン人から防衛することに助力をし、既にあったスキテ群を大ラヴラとして知られることとなる修道院に組織化した。これらの組織化にあたってはニケフォロスによる支援があった。修道院は963年に成聖された。こんにちもこれは存続しており、当地ではしばしば単に「ラヴラ」もしくは「修道院」と呼ばれている。さらに他に3つの修道院が短期間に建設され、これらも現在の地に存続している。修道院の建設にあたっては既にアトス山に住んでいた隠遁者達から少なからぬ反発があった。彼らはアサナシオスによる介入に反発し、自分達の生活に規律を持ち込まれることに抵抗した。
ニケフォロスの死後、アサナシオスに敵対する者達が優勢となり、ヨアニス1世ツィミスキスの治世になるまで、アサナシオスはアトス山を離れてキプロスに行かなければならなかった。ヨアニス1世ツィミスキスの時代には大ラヴラに対する支援も再開され、設立勅許状が971年に与えられた。神聖な光景を視たことに励まされたアサナシオスはアトス山にもう一度戻り、典院となり、ストゥディオス修道院と大ワシリイ規則書に則って、共住修道院のためのティピコン（奉神礼の規則）を再編集した。
アサナシオスは、崩落した聖堂のクーポルの石造部分の下敷きになって永眠した。アサナシオスは正教会により聖人に列聖され、記憶日は7月5日である。